# کری فیشر
کری فرنسیس فیشر (انگلیسی: Carrie Frances Fisher؛ ۲۱ اکتبر ۱۹۵۶ – ۲۷ دسامبر ۲۰۱۶) بازیگر و نویسندهٔ آمریکایی بود. او برای بازی در نقش پرنسس لیا در فیلم‌های جنگ ستارگان شهرت دارد و برای این نقش نامزد دریافت چهار جایزهٔ ساترن شد. از دیگر آثار سینمایی او می‌توان به شامپو (۱۹۷۵)، برادران بلوز (۱۹۸۰)، هانا و خواهرانش (۱۹۸۶)، حومه‌نشین‌ها (۱۹۸۹)، وقتی هری سالی را دید… (۱۹۸۹)، ظرف صابون (۱۹۹۱) و زنان (۲۰۰۸) اشاره کرد. فیشر دو بار نامزد دریافت جایزهٔ امی ساعات پربیننده بازیگر زن مهمان در مجموعه تلویزیونی کمدی برای نقش‌آفرینی در مجموعه‌های تلویزیونی ۳۰ راک و فاجعه شد. او در سال ۲۰۱۷ پس از مرگ یکی از افسانه‌های دیزنی شد و در سال ۲۰۱۸ یک جایزهٔ گرمی در رشتهٔ بهترین آلبوم گفتاری کسب کرد.
فیشر در طول حرفهٔ خود چندین رمان نیمه شرح حال از جمله کارت‌پستال‌هایی از لبه پرتگاه، یک نمایش‌نامهٔ شرح حال و یک کتاب غیر داستانی به‌نام نوشیدن مشتاقانه نوشت. او فیلم‌نامهٔ نسخهٔ سینمایی کارت پستال‌هایی از لبهٔ پرتگاه را نوشت که برایش نامزد دریافت جایزه بفتا برای بهترین فیلم‌نامهٔ اقتباسی شد. او برای نوشتن نمایش‌نامهٔ نوشیدن مشتاقانه نامزد دریافت یک جایزهٔ امی ساعات پربیننده نیز شد. فیشر به‌عنوان بازنویس بر روی فیلم‌نامه‌های دیگر نویسندگان نیز کار کرد؛ از جمله فیلمنامه‌های هوک (۱۹۹۱)، راهبه بدلی (۱۹۹۲)، خواننده عروسی (۱۹۹۸)، و بسیاری از فیلم‌های فرنچایز جنگ ستارگان. او به‌دلیل سخنرانی‌های عمومی در مورد تجربیات خود با اختلال دوقطبی و اعتیاد به مواد مورد تحسین قرار گرفت.

فیشر دختر خوانندهٔ آمریکایی ادی فیشر و بازیگر دبی رینولدز است. او و مادرش در مستند نور خیره‌کننده: با هنرمندی کری فیشر و دبی رینولدز (۲۰۱۶) که دربارهٔ رابطه‌شان با یک‌دیگر بود، ظاهر شدند. این مستند نخستین بار در جشنواره فیلم کن ۲۰۱۶ به نمایش درآمد. فیشر در ۲۷ دسامبر ۲۰۱۶، چهار روز پس از فوریتی پزشکی در حین پروازی از لندن به لس آنجلس بر اثر ایست قلبی ناگهانی در ۶۰ سالگی درگذشت. یکی از آخرین فیلم‌های او جنگ ستارگان: آخرین جدای بود که در سال ۲۰۱۷ منتشر شد و به فیشر اختصاص داده شد. فیشر از طریق تصاویر بریدهٔ فیلم جنگ ستارگان: نیرو برمی‌خیزد (۲۰۱۵) در فیلم جنگ ستارگان: خیزش اسکای‌واکر (۲۰۱۹) نیز ظاهر شد.

## زندگی‌نامه
کری فرنسیس فیشر در ۲۱ اکتبر ۱۹۵۶ از پدری خواننده ادی فیشر و مادری بازیگر دبی رینولدز به دنیا آمد. تاد فیشر برادر و جولی فیشر و تریسیا لی فیشر خواهرهای ناتنی کری فیشر هستند. مادرش که ستاره هالیوود بود چند سال بعد نامزد جایزه اسکار شد. پدرش با الیزابت تیلور، که از دوستان نزدیک مادرش بود، رابطه داشت و پس از جدایی با تیلور ازدواج کرد.
کری فیشر نخستین بار در سال ۱۹۷۵ در فیلم شامپو ساخته وارن بیتی بازی کرد و دو سال بعد با بازی در نقش شاهزاده لیا در نخستین قسمت جنگ ستارگان با عنوان امیدی نو ساخته جورج لوکاس به شهرت رسید. او بعدها در چند قسمت دیگر جنگ ستارگان نیز نقش آفرینی کرد.
او علاوه بر بازی در ده‌ها فیلم مانند وقتی هری سالی را دید…، چند رمان و سه کتاب خاطرات نوشت.

## مرگ

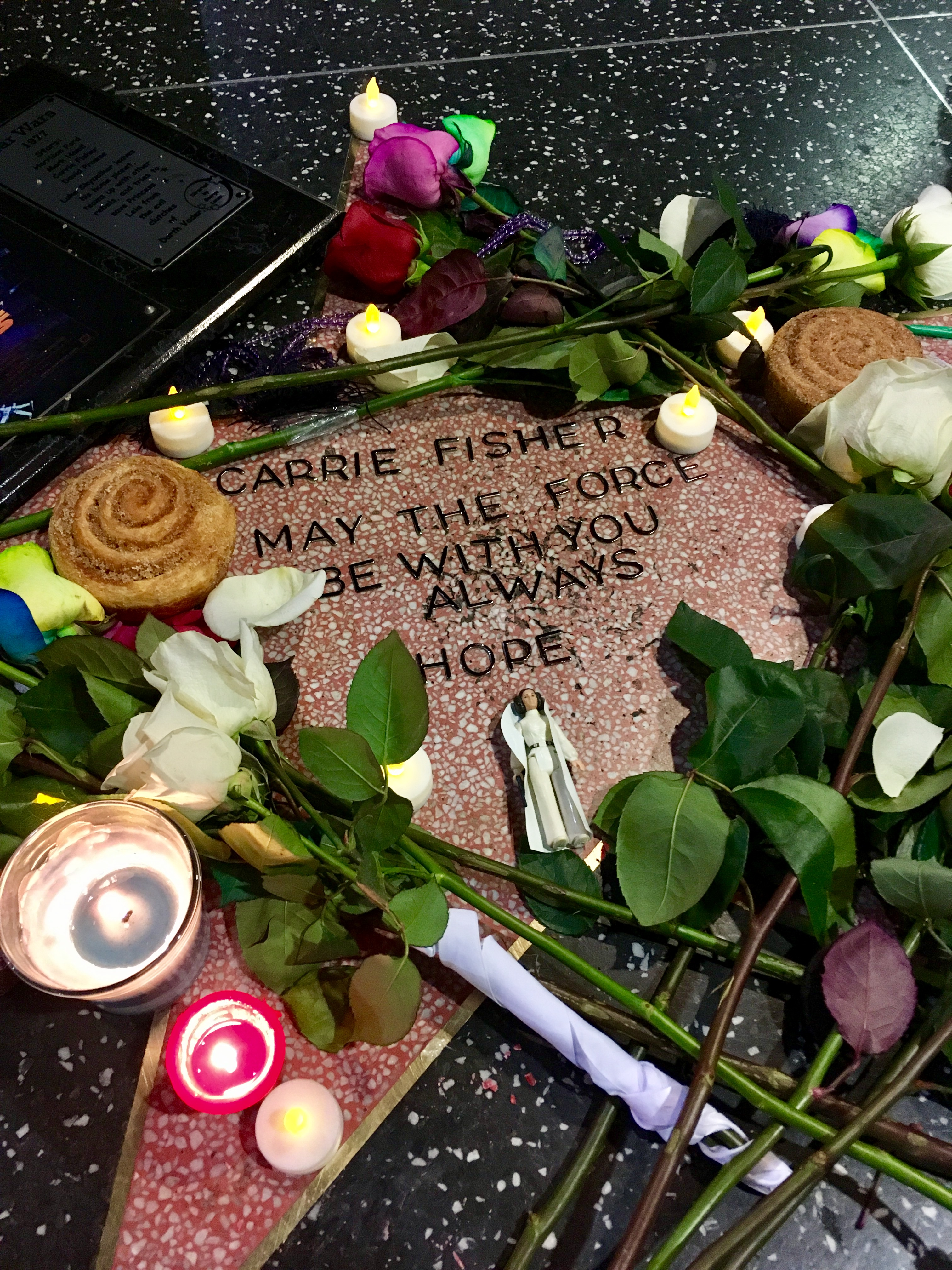
ستاره ساخته شده توسط طرفداران برای کری فیشر در پیاده روی مشاهیر هالیوود

کری فیشر روز جمعه در پروازی که از لندن راهی لس‌آنجلس بود سکته قلبی کرد و پس از فرود به مرکز پزشکی رونالد ریگان دانشگاه کالیفرنیا در لس آنجلس منتقل شد. وی در صبح روز سه شنبه، ۲۷ دسامبر ۲۰۱۶ یک هفته پس از بستری شدن در بیمارستان لس آنجلس، کالیفرنیا در سن ۶۰ سالگی درگذشت. مادرش دبی رینولدز یک روز پس از وی درگذشت.

### علت مرگ
نتایج تحقیقات پزشکی قانونی نشان داده که علت مرگ فیشر تنگی نفس در هنگام خواب و چند عامل دیگر بوده‌است.

## بخشی از فیلمشناسی

### سینمایی
- شامپو (۱۹۷۵)
- جنگ ستارگان (۱۹۷۷)
- امپراتوری ضربه می‌زند (۱۹۸۰)
- برادران بلوز (۱۹۸۰)
- زیر رنگین‌کمان (۱۹۸۱)
- بازگشت جدای (۱۹۸۳)
- گاربو حرف می‌زند (۱۹۸۴)
- مردی با یک کفش قرمز (۱۹۸۵)
- هانا و خواهرانش (۱۹۸۶)
- جوخه معاون هالیوود (۱۹۸۶)
- زنان آمازون در ماه (۱۹۸۷)
- ملاقات با مرگ (۱۹۸۸)
- حومه‌نشین‌ها (۱۹۸۹)
- پسر عاشق (۱۹۸۹)
- وقتی هری سالی را دید... (۱۹۸۹)
- رقابت خواهر و برادر (۱۹۹۰)
- کارت‌پستال‌هایی از لبه پرتگاه (۱۹۹۰)
- دراپ دد فرد (۱۹۹۱)
- ظرف صابون (۱۹۹۱)
- هوک (۱۹۹۰)
- این زندگی من است (۱۹۹۲)
- آستین پاورز: مرد بین‌المللی رمز و راز (۱۹۹۷)
- حومه‌نشین‌ها (۱۹۹۸)
- جیغ ۳ (۲۰۰۰)
- دل‌شکن‌ها (۲۰۰۱)
- جی و باب ساکت پاتک می‌زنند (۲۰۰۱)
- فرشتگان چارلی ۲ (۲۰۰۳)
- سرزمین عجایب (۲۰۰۳)
- ایالتی (۲۰۰۴)
- کشف‌نشده (۲۰۰۵)
- اشراف (۲۰۰۵)
- خیریه انسان رنجور (۲۰۰۷)
- باشگاه کوگر (۲۰۰۷)
- زنان (۲۰۰۸)
- رعد و برق سفید (۲۰۰۹)
- پسرهای طرفدار (۲۰۰۹)
- انجمن خواهری (۲۰۰۹)
- نقشه‌های ستاره‌های سینما (۲۰۱۴)
- جنگ ستارگان: نیرو برمی‌خیزد (۲۰۱۵)
- جنگ ستارگان: آخرین جدای (۲۰۱۷)
- جنگ ستارگان: خیزش اسکای‌واکر (۲۰۱۹)
- واندرول (۲۰۲۳)

### تلویزیونی
- پخش زنده شنبه شب (۱۹۷۸) میهمان
- فریژر (۱۹۹۵) صداپیشه
- سکس و شهر (۲۰۰۰)
- این زنان پیر (۲۰۰۱)
- جک و بابی (۲۰۰)
- اسمالویل (۲۰۰۵)
- مرد خانواده (۲۰۰۵–۲۰۱۶) Angela صداپیشه
- علف (مجموعه تلویزیونی) (۲۰۰۷)
- ۳۰ راک (۲۰۰۷)
- دارودسته (مجموعه تلویزیونی) (۲۰۱۰)
- تئوری بیگ بنگ (۲۰۱۴)
- افسانه‌های واهی (۲۰۱۷)

## بخشی از کتابشناسی

### فیلمنامه
- کارت‌پستال‌هایی از لبه پرتگاه
- این زنان پیر
- راهبه بدلی
- آخرین حرکت قهرمان
- خواننده عروسی